# Copa Libertadores 1994
Die Copa Libertadores 1994 war die 35. Auflage des wichtigsten südamerikanischen Fußballwettbewerbs für Vereinsmannschaften. Es nahmen 21 Mannschaften, darunter jeweils die Landesmeister der CONMEBOL-Länder und die Zweiten, teil. Das Teilnehmerfeld komplettierte Titelverteidiger FC São Paulo. Das Turnier begann am 13. Februar und endete am 31. August 1994 mit dem Final-Rückspiel. Der argentinische Vertreter CA Vélez Sársfield gewann das Finale gegen den FC São Paulo und damit zum ersten Mal die Copa Libertadores.

## Gruppenphase

### Gruppe 1
| Pl. | Verein                 | Sp. | S | U | N | Tore    | Diff. | Punkte |
| --- | ---------------------- | --- | - | - | - | ------- | ----- | ------ |
| 1.  | Independiente Medellín | 6   | 3 | 2 | 1 | 006:100 | +5    | 08     |
| 2.  | Club Olimpia           | 6   | 3 | 2 | 1 | 005:300 | +2    | 08     |
| 3.  | Atlético Junior        | 6   | 2 | 1 | 3 | 004:500 | −1    | 05     |
| 4.  | Club Cerro Porteño     | 6   | 1 | 1 | 4 | 004:100 | −6    | 03     |

|                        |   |                        | Hinspiel | Rückspiel |
| ---------------------- | - | ---------------------- | -------- | --------- |
| Club Olimpia           | - | Club Cerro Porteño     | 1:0      | 3:1       |
| Atlético Junior        | - | Independiente Medellín | 0:1      | 1:0       |
| Independiente Medellín | - | Club Olimpia           | 0:0      | 2:0       |
| Atlético Junior        | - | Club Olimpia           | 0:0      | 0:1       |
| Independiente Medellín | - | Club Cerro Porteño     | 3:0      | 0:0       |
| Atlético Junior        | - | Club Cerro Porteño     | 3:2      | 0:1       |

### Gruppe 2
| Pl. | Verein                  | Sp. | S | U | N | Tore    | Diff. | Punkte |
| --- | ----------------------- | --- | - | - | - | ------- | ----- | ------ |
| 1.  | CA Vélez Sársfield      | 6   | 3 | 2 | 1 | 008:700 | +1    | 08     |
| 2.  | Cruzeiro Belo Horizonte | 6   | 3 | 1 | 2 | 007:800 | −1    | 07     |
| 3.  | Palmeiras São Paulo     | 6   | 3 | 0 | 3 | 014:700 | +7    | 06     |
| 4.  | Boca Juniors            | 6   | 1 | 1 | 4 | 007:140 | −7    | 03     |

|                         |   |                         | Hinspiel | Rückspiel |
| ----------------------- | - | ----------------------- | -------- | --------- |
| CA Vélez Sársfield      | - | Boca Juniors            | 1:1      | 2:1       |
| Palmeiras São Paulo     | - | Cruzeiro Belo Horizonte | 2:0      | 1:2       |
| Palmeiras São Paulo     | - | Boca Juniors            | 6:1      | 1:2       |
| Cruzeiro Belo Horizonte | - | CA Vélez Sársfield      | 1:1      | 0:2       |
| Boca Juniors            | - | Cruzeiro Belo Horizonte | 1:2      | 1:2       |
| CA Vélez Sársfield      | - | Palmeiras São Paulo     | 1:0      | 1:4       |

### Gruppe 3
| Pl. | Verein                    | Sp. | S | U | N | Tore    | Diff. | Punkte |
| --- | ------------------------- | --- | - | - | - | ------- | ----- | ------ |
| 1.  | CS Emelec                 | 6   | 3 | 1 | 2 | 009:500 | +4    | 07     |
| 2.  | Barcelona Sporting Club   | 6   | 2 | 2 | 2 | 005:300 | +2    | 06     |
| 3.  | Universitario de Deportes | 6   | 2 | 2 | 2 | 004:500 | −1    | 06     |
| 4.  | Alianza Lima              | 6   | 2 | 1 | 3 | 006:110 | −5    | 05     |

|                           |   |                           | Hinspiel | Rückspiel |
| ------------------------- | - | ------------------------- | -------- | --------- |
| CS Emelec                 | - | Barcelona Sporting Club   | 0:1      | 1:0       |
| Universitario de Deportes | - | Alianza Lima              | 0:1      | 2:1       |
| Barcelona Sporting Club   | - | Universitario de Deportes | 0:0      | 0:0       |
| CS Emelec                 | - | Universitario de Deportes | 2:0      | 1:2       |
| Barcelona Sporting Club   | - | Alianza Lima              | 3:0      | 1:2       |
| CS Emelec                 | - | Alianza Lima              | 3:0      | 2:2       |

### Gruppe 4
| Pl. | Verein              | Sp. | S | U | N | Tore    | Diff. | Punkte |
| --- | ------------------- | --- | - | - | - | ------- | ----- | ------ |
| 1.  | CSD Colo-Colo       | 6   | 4 | 1 | 1 | 011:600 | +5    | 09     |
| 2.  | Unión Española      | 6   | 3 | 1 | 2 | 006:600 | ±0    | 07     |
| 3.  | Defensor Sporting   | 6   | 1 | 3 | 2 | 003:500 | −2    | 05     |
| 4.  | Nacional Montevideo | 6   | 1 | 1 | 4 | 005:800 | −3    | 03     |

|                   |   |                     | Hinspiel | Rückspiel |
| ----------------- | - | ------------------- | -------- | --------- |
| Defensor Sporting | - | Nacional Montevideo | 1:0      | 1:1       |
| Unión Española    | - | CSD Colo-Colo       | 1:2      | 1:3       |
| Unión Española    | - | Defensor Sporting   | 1:0      | 1:1       |
| CSD Colo-Colo     | - | Defensor Sporting   | 2:0      | 0:0       |
| Unión Española    | - | Nacional Montevideo | 1:0      | 1:0       |
| CSD Colo-Colo     | - | Nacional Montevideo | 4:2      | 0:2       |

### Gruppe 5
| Pl. | Verein             | Sp. | S | U | N | Tore    | Diff. | Punkte |
| --- | ------------------ | --- | - | - | - | ------- | ----- | ------ |
| 1.  | Club Bolívar       | 6   | 3 | 3 | 0 | 009:200 | +7    | 09     |
| 2.  | Club The Strongest | 6   | 2 | 3 | 1 | 013:700 | +6    | 07     |
| 3.  | AC Minervén FC     | 6   | 2 | 1 | 3 | 010:170 | −7    | 05     |
| 4.  | Marítimo Caracas   | 6   | 1 | 1 | 4 | 007:130 | −6    | 03     |

|                    |   |                  | Hinspiel | Rückspiel |
| ------------------ | - | ---------------- | -------- | --------- |
| Club Bolívar       | - | The Strongest    | 0:0      | 0:0       |
| AC Minervén FC     | - | Marítimo Caracas | 2:1      | 1:4       |
| AC Minervén FC     | - | Club Bolívar     | 1:1      | 0:4       |
| ClubSport Marítimo | - | Club Bolívar     | 0:2      | 1:2       |
| AC Minervén FC     | - | The Strongest    | 5:0      | 1:7       |
| Marítimo Caracas   | - | The Strongest    | 1:1      | 0:5       |

## Achtelfinale
|                         | Gesamt          |                           | Hinspiel | Rückspiel |
| ----------------------- | --------------- | ------------------------- | -------- | --------- |
| Club Olimpia            | 3:1             | Barcelona Sporting Club   | 1:0      | 2:1       |
| Club Bolívar            | 6:1             | Club The Strongest        | 2:1      | 4:0       |
| FC São Paulo            | 2:1             | Palmeiras São Paulo       | 0:0      | 2:1       |
| Cruzeiro Belo Horizonte | 0:1             | Unión Española            | 0:1      | 0:0       |
| Vélez Sársfield         | 1:1 (4:2 i. E.) | Defensor Sporting         | 1:1      | 0:0       |
| CS Emelec               | 3:3 (2:4 i. E.) | AC Minervén FC            | 0:2      | 3:1       |
| CSD Colo-Colo           | 3:3 (3:4 i. E.) | Atlético Junior           | 1:1      | 2:2       |
| Independiente Medellín  | 3:2             | Universitario de Deportes | 1:2      | 2:0       |

## Viertelfinale
|                 | Gesamt |                        | Hinspiel | Rückspiel |
| --------------- | ------ | ---------------------- | -------- | --------- |
| Club Olimpia    | 3:0    | Club Bolívar           | 1:0      | 2:0       |
| FC São Paulo    | 5:4    | Unión Española         | 1:1      | 4:3       |
| Vélez Sársfield | 2:0    | AC Minervén FC         | 0:0      | 2:0       |
| Atlético Junior | 2:0    | Independiente Medellín | 2:0      | 0:0       |

## Halbfinale
|                 | Gesamt          |                 | Hinspiel | Rückspiel |
| --------------- | --------------- | --------------- | -------- | --------- |
| Club Olimpia    | 2:2 (3:4 i. E.) | FC São Paulo    | 1:2      | 1:0       |
| Vélez Sársfield | 3:3 (5:4 i. E.) | Atlético Junior | 1:2      | 2:1       |

## Finale

### Hinspiel
| CA Vélez Sársfield                                                     | CA Vélez Sársfield | FC São Paulo | FC São Paulo |
| ---------------------------------------------------------------------- | --- | --- | ------------ |
| CA Vélez Sársfield                                                     | \| 24. August 1994 in Buenos Aires, Argentinien (Estadio José Amalfitani) \| \| Ergebnis: 1:0 (1:0) \| \| Zuschauer: 48.000 \| \| Schiedsrichter: José Joaquin Torres ( Kolumbien) \|                                                          | \| 24. August 1994 in Buenos Aires, Argentinien (Estadio José Amalfitani) \| \| Ergebnis: 1:0 (1:0) \| \| Zuschauer: 48.000 \| \| Schiedsrichter: José Joaquin Torres ( Kolumbien) \| | FC São Paulo |
| CA Vélez Sársfield                                                     | José Luis Chilavert – Flavio Zandoná, Roberto Trotta, Víctor Sotomayor, Raúl Cardozo, José Basualdo, Marcelo Gómez, Christian Bassedas, Roberto Pompei, Turu Flores (Fabián Fernandéz), Omar Asad (Claudio Husaín) Cheftrainer: Carlos Bianchi | Zetti – Vítor, Júnior Baiano, Gilmar, André, Válber, Axel, Cafu, Palhinha (Juninho Paulista), Euller, Müller Cheftrainer: Telê Santana                                                | FC São Paulo |
| CA Vélez Sársfield                                                     | 1:0 Omar Asad (35.) | | FC São Paulo |
| 24. August 1994 in Buenos Aires, Argentinien (Estadio José Amalfitani) | | |              |
| Ergebnis: 1:0 (1:0)                                                    | | |              |
| Zuschauer: 48.000                                                      | | |              |
| Schiedsrichter: José Joaquin Torres ( Kolumbien)                       | | |              |

### Rückspiel
| FC São Paulo                                                 | FC São Paulo | CA Vélez Sársfield | CA Vélez Sársfield |
| ------------------------------------------------------------ | --- | --- | ------------------ |
| FC São Paulo                                                 | \| 31. August 1994 in São Paulo, Brasilien (Estádio do Morumbi) \| \| Ergebnis: 1:0 n. V. (1:0, 1:0), 3:5 i. E. \| \| Zuschauer: 92.700 \| \| Schiedsrichter: Ernesto Filippi ( Uruguay) \| | \| 31. August 1994 in São Paulo, Brasilien (Estádio do Morumbi) \| \| Ergebnis: 1:0 n. V. (1:0, 1:0), 3:5 i. E. \| \| Zuschauer: 92.700 \| \| Schiedsrichter: Ernesto Filippi ( Uruguay) \|                                                      | CA Vélez Sársfield |
| FC São Paulo                                                 | Zetti – Vítor (Juninho Paulista), Júnior Baiano, Gilmar, André, Válber, Axel, Cafu, Palhinha, Euller, Müller Cheftrainer: Telê Santana                                                      | José Luis Chilavert – Flavio Zandoná, Roberto Trotta, Héctor Almandoz, Raúl Cardozo, José Basualdo (Roberto Pompei), Marcelo Gómez, Christian Bassedas, Mauricio Pellegrino, Turu Flores (Claudio Husaín), Omar Asad Cheftrainer: Carlos Bianchi | CA Vélez Sársfield |
| FC São Paulo                                                 | 1:0 Müller (33.) | | CA Vélez Sársfield |
| FC São Paulo                                                 | Elfmeterschießen | | CA Vélez Sársfield |
| FC São Paulo                                                 | 1:1 André 2:2 Müller 3:3 Euller Palhinha verschießt | 0:1 Roberto Trotta 1:2 José Luis Chilavert 2:3 Flavio Zandoná 3:4 Héctor Almandoz 3:5 Roberto Pompei | CA Vélez Sársfield |
| 31. August 1994 in São Paulo, Brasilien (Estádio do Morumbi) | | |                    |
| Ergebnis: 1:0 n. V. (1:0, 1:0), 3:5 i. E.                    | | |                    |
| Zuschauer: 92.700                                            | | |                    |
| Schiedsrichter: Ernesto Filippi ( Uruguay)                   | | |                    |